# 車軸藻類
車軸藻類（しゃじくもるい）、シャジクモ類は、水草のような姿をした大型の藻類である。輪生する小枝 (車軸藻の名の由来) や、節と節間の繰り返しからなる特徴的な体、極めて複雑な生殖器官をもつ。多くは淡水止水域に生育し、特に湖沼では比較的深い水深まで分布している。水質汚濁などによって絶滅危惧種となっているものが多い。シャジクモ、ホシツリモ、ヒメフラスコモなど6属400種ほどが知られる。
先端成長、原形質連絡、ピレノイドを欠く多数の葉緑体、卵生殖、らせん形の精子といった、陸上植物と共通する特徴を多くもち、DNAに基づく分子系統解析からも、接合藻などと共に陸上植物に最も近縁な生物群の1つであることが示唆されている。
シャジクモ植物門、シャジクモ綱に分類されるが、これらの分類群名は接合藻やコレオケーテ類、クレブソルミディウム類、クロロキブス類などを含む広い意味で用いられることもある（ただしこの意味では側系統群である; 車軸藻植物門、車軸藻綱を参照）。この広義のシャジクモ類はストレプト藻 (streptophyte algae) とよばれることがある。
しばしば体表に炭酸カルシウムを沈着させるため、英名では stonewort（石の植物）とよばれ、またこのような体は硬いがもろいため、brittlewort（もろい植物）ともよばれる。一部の種は強い匂い（ニンニク臭ともいわれる）をもつため、muskgrass/muskweed（麝香草）や skunkweed（スカンク草）という英名もある。

## 特徴

### 体制

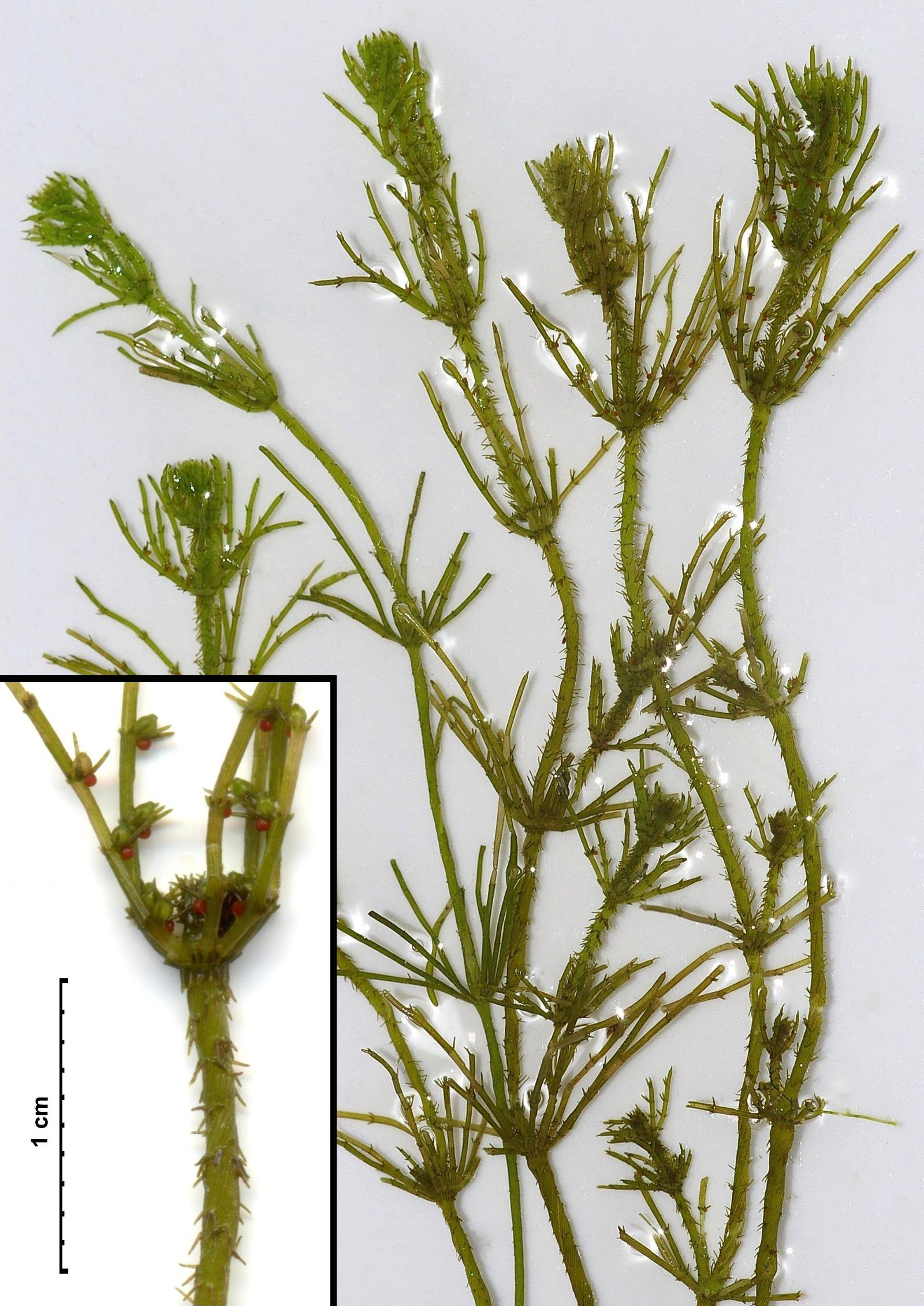
1c. シャジクモ属の一種 : 皮層上の棘細胞が見える。

シャジクモ類の藻体は主軸、小枝、および仮根からなる。主軸や小枝は節部（せつぶ、節 node）と節間部（せつかんぶ、節間 internode）の繰り返しからなり、繰り返しの1単位（節部 + 節間部）はセグメント (segment) とよばれる。小枝は主軸の節から輪生しており、輪生した小枝をまとめて輪生枝 (whorl) とよぶ（図1a, 1b）。「車軸藻（シャジクモ）」の名は、輪生する小枝の姿に由来する。主軸とそこから生じた小枝を合わせてシュート (shoot) とよぶことがある。シャジクモ類の外見はスギナや一部の水草（マツモ、スギナモなど）に似ているが、下記のように体のつくりはかなり異なる。

### 主軸
シャジクモ類の主軸（中軸 main axis; 茎状部 stem; 枝 branch）は節部と節間部の繰り返しからなり、直径は 0.1–4 mm、長さはふつう 5–50 cm ほどだが、2.5 m に達する種もいる。
主軸の節部は、多数の節部細胞 (nodal cells) からなる柔組織である。節部細胞は核を1個のみもつ（単核性）。節部からは小枝が輪生する。シャジクモ属などでは、節部から皮層細胞が生じ、上部または下部へ伸長することで節間細胞を覆う皮層を形成することがある（下記参照）。
節間部は1個の巨大な節間細胞 (internodal cell) からなり、ときに長さ 20 cm に達する。節間細胞内は大きな液胞で占められており、表面付近に薄く存在する細胞質は、表層部と内層部に分かれている。表層部には、ミトコンドリアやペルオキシソーム、列状にならんだ多数の葉緑体が存在する。細胞質の内層部は、顕著な原形質流動を示す。節間細胞は多核性であり、ときに1,000個以上の核をもつ。核は、しばしばDNA量の増大を示す。節間細胞と節部細胞が接している部分には、多数の原形質連絡が集中して形成された大きな孔があり、物質輸送に大きく関わっている。
シャジクモ類の主軸や小枝の節間細胞は、節部から上下に派生した皮層細胞 (cortical cell) からなる 皮層 (cortex, corticating layer) で覆われていることがある（図1b）。皮層で覆われた状態を corticate、皮層を欠く状態を ecorticate という。皮層の細胞列のうち、節部から生じたものを一次列 (primary row) といい、それ自身が節部と節間部からなる。それに対し、一次列の節部から生じた細胞列を二次列 (secondary row) といい、節部と節間部の分化は見られない。また一次列の節部から棘細胞 (spine cell) が生じていることがあり、その形態などには多様性がある（図1c）。皮層の様式 (cortification) には以下のような多様性がある。
- 単列性（haplostichous; 一次列のみからなる）、複列性（diplostichous; 一次列の間に1列の二次列がある）、三列性（triplostichous; 一次列の間に2列の二次列がある）のものがある。
- 全ての皮層細胞が同じ太さであるものを isostichous という。異なる太さの皮層細胞が混在するものは heterostichous とよび、一次列の方が太い tylacanthous と二次列の方が太い aulacanthous がある。

### 小枝
シャジクモ類の小枝（branchlet; 側枝 lateral）は、主軸の節部に輪生している。主軸と同様、小枝は節部と節間部の繰り返しからなる。一部の種では、小枝も部分的または全体が皮層で覆われている（上記参照、図1b）。小枝の先端には、主軸と同様に分裂能をもつ頂端細胞が存在するが、ふつう決まった分裂回数の後に分裂能を失う（有限成長）。またふつうの小枝よりも小さく、節数が少ない小枝を付けることがあり、付属小枝（副枝 accessory branchlet）とよばれる。
シャジクモ連では、ふつう小枝の基部に托葉 (stipulode, stipule) とよばれる突起状の細胞 (大きさはさまざま) が存在する（図1b）。托葉は主軸を取り巻いており、種によって１輪 (haplostephanous) または上下２輪 (diplostephanous) の托葉冠を形成している。
シャジクモ連では、小枝の節部に苞（苞細胞 bract cell）とよばれる細長い突起状の細胞が存在する。苞のうち、主軸に面した側にあるものを向軸性 (adaxial)、その反対側にあるものを背軸性 (abaxial) という。また苞が小枝の先端に存在する場合もある。生卵器が付いている小枝の節部にはやや特殊な苞が存在することがある（下記参照）。
小枝が分枝するもの (フラスコモ連) と、分枝しないもの (シャジクモ連) がある。フラスコモ属では、小枝は2–数本に又状分枝する。フラスコモ属の分枝している小枝を構成するセグメントは、主軸に近い方から順に第1分射枝 (primary ray)、第2分射枝 (secondary ray) ... とよばれ、末端のセグメントは最終枝 (dactyl, ultimate ray) とよばれる。最終枝の末端の細胞は終端細胞 (end cell) とよばれる。一方、トリペラ属では、小枝は又状ではなく単軸分枝する。

### 仮根
シャジクモ類の藻体基部からは多数の仮根 (rhizoid) が生じており、泥質の基質に藻体を固着させている。仮根は先端成長する非常に細長い無色の細胞であり、基部から液胞を含む領域、核を含む領域、白色体（非光合成の色素体）や被覆小胞を含む領域に分かれ、先端に多数の硫酸バリウム結晶を含む液胞が存在する。この硫酸バリウム結晶は仮根の屈地性（下方へ伸びる性質）に関わっており、平衡石 (statolith) ともよばれる。シャジクモ類において栄養塩吸収およびガス交換は藻体全体で行われるが、特に仮根で活発に行われるとも言われる。またシャジクモ類の仮根が、陸上植物の根の植物ホルモンとして知られるストリゴラクトンを分泌することが報告されている。ただし陸上植物においてストリゴラクトンの応答に関わるタンパク質の遺伝子は、シャジクモのゲノムからは見つかっていない。

### 成長
シャジクモ類は、軸の先端にある１個の頂端細胞 (apical cell) の分裂 (分裂面は１個のみ) による先端成長を行う。頂端細胞から切り出された細胞（セグメント細胞 segment cell）は上下に分裂し、上部の細胞がさらに分裂して節部に、下部の細胞がそのまま成長して節間細胞になる。節部となる細胞は、最初に左右に分裂し、左右の細胞が同調して規則正しく不等分裂を繰り返すことで多数の節部細胞からなる節部が形成される。節部から小枝の始原細胞が生じ、そこから小枝が伸長する。主軸とは異なり、小枝は有限成長を行い、決まった数の分裂しか行わない。コケ植物（の配偶体）も1個の頂端細胞の分裂による先端成長を行うが、頂端細胞は複数（3または4個）の分裂面をもち、直接三次元的な組織を形成する。

### 細胞構造
シャジクモ類の細胞壁はセルロースを含み、多層構造を示す。藻体が寒天質をまとっていることもある。また細胞壁にはしばしば炭酸カルシウムが沈着し、石灰化する（炭酸カルシウムの結晶様式は方解石）。そのため、シャジクモ類は英語で stoneworts ともよばれる。この石灰化は、効率的な光合成のための二酸化炭素濃縮機構 (CCM) に関与すると考えられている。この石灰化のため、シャジクモ類は湖沼における炭酸塩沈殿物の主要な供給源となっている。また石灰化しているため、化石化しやすい（下記参照）。
細胞間には、原形質連絡が存在する。節部と節間部の間の隔壁には、多数の原形質連絡が集まってできた複数の大きな孔がある。細胞表層に、細胞膜が網状に陥入してできた構造であるキャラソーム (charasome) とよばれる特異な構造が存在するが、その機能は不明である。
葉緑体は盤状、多数、ピレノイドを欠き、グラナ様構造をもつ。これらの特徴は、陸上植物 (ツノゴケ類を除く) と共通している。ペルオキシソームをもつ。
シャジクモ (Chara braunii) において、ゲノム塩基配列が報告されている（約 2 Gbp; Gbp = 10億塩基対）。イントロンが非常に長く、その平均長は約 5,900 塩基に達する。シャジクモのゲノムからは、陸上植物の植物ホルモンに関連するタンパク質遺伝子の一部（エチレンのシグナル伝達、オーキシンの応答など）が存在する。また陸上植物の胞子や種子において乾燥耐性や休眠に関わるいくつかのタンパク質 (LEA，Cupin，Oleosin) の遺伝子も、見つかっている。一方で、陸上植物においてさまざまな機能の転写因子となるGRASファミリー転写因子の遺伝子は存在しない。
細胞分裂様式は陸上植物に類似している。開放型核分裂を行い、中間紡錘体は残存性。極に中心小体は存在しない。細胞質分裂は、フラグモプラスト (隔膜形成体) を伴う細胞板の遠心的発達による。またこの細胞質分裂によって、原形質連絡が形成される。ただし陸上植物と比べると、フラグモプラストの崩壊が遅いこと、細胞板の発達部分に細胞小器官やリボソームを欠く領域が存在しないこと、細胞板の発達が不均一であることなどの点で異なる。また陸上植物の細胞分裂期に見られる分裂準備帯（前期前微小管束 preprophase band）の存在が示唆されたこともあるが、2016年現在では確認されていない。また分裂準備帯形成に関わるタンパク質であるTANGLED1の遺伝子も、シャジクモのゲノムには存在しない。陸上植物の細胞分裂に関わるその他の遺伝子は全て、シャジクモのゲノムから見つかっている。

## 生殖

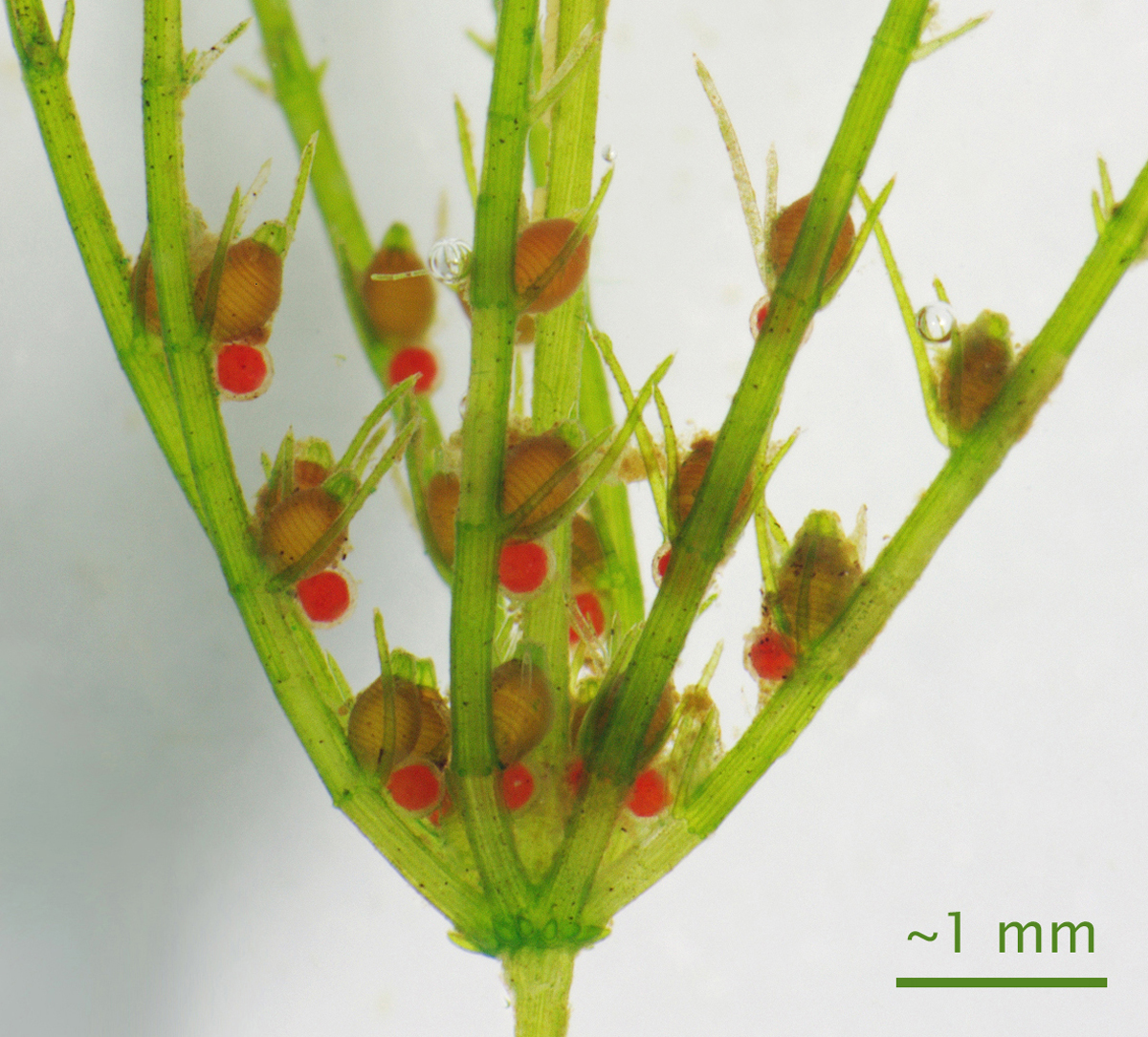
2a. シャジクモ属の一種 の生卵器と造精器 (赤色) をつけた輪生枝

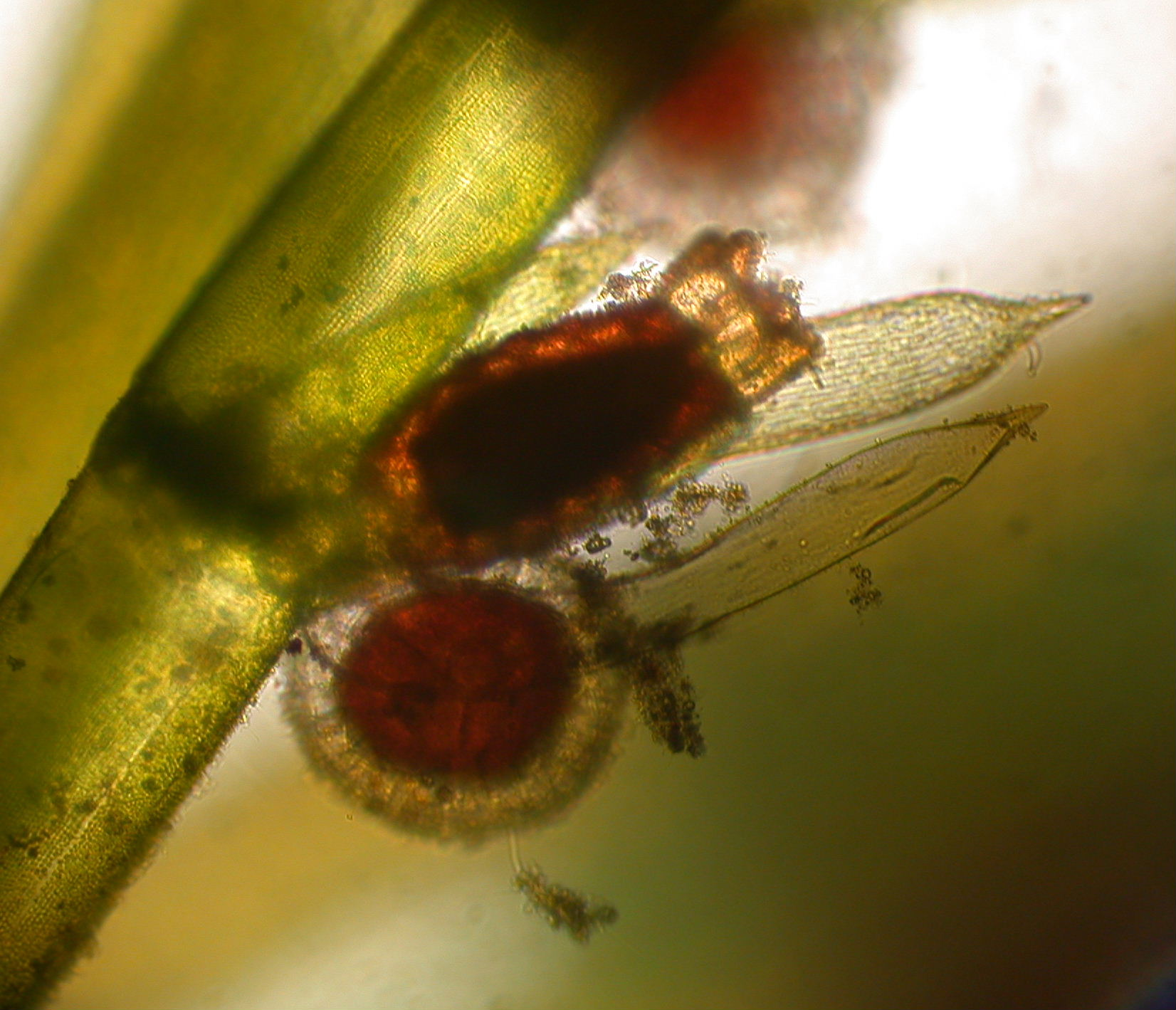
2b. シャジクモ属の生殖器官（上が造卵器、下の球形のものが造精器). 小苞も見られる.

シャジクモ類は、卵生殖による有性生殖を行い、緑藻の中で最も複雑な有性生殖器官（造精器と生卵器）を形成する。造精器（雄器）と生卵器（雌器）は小枝の節部に形成される（図2a, b, c）。フラスコモ属では、生殖器を付ける小枝（結実枝 fertile branchlet）と付けない小枝（不結実枝）が明瞭に分化している（分枝回数、節間の長さなど）ことがある。１つの個体が造精器と生卵器をともにつける雌雄同株 (monoecious) の種と、個体によってどちらか一方のみをつける雌雄異株 (dioecious) の種があるが、日本産の種のほとんどは雌雄同株である。雌雄同株の場合、造精器と生卵器が同じ節に付く種と、別の節に付く種がある。造精器と生卵器が同じ節に付く場合、シャジクモ属では造精器が下側、生卵器が上側に位置するが（図2a, b, c）、フラスコモ属では、造精器が上側、生卵器が下側に位置する。

### 造精器

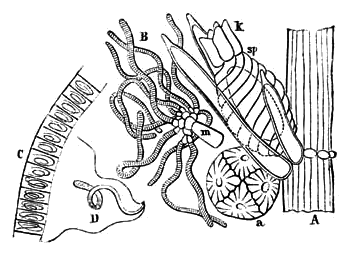
2c. A. 節についた造精器 (a) と生卵器 (k: 小冠細胞, sp: 管細胞) (管細胞のらせんの向きはおそらく逆). B. 造精糸をつけた把手細胞 (m). C. 造精糸の一部. D. 精子.

シャジクモ類の造精器 (antheridium; globule) は極めて特異な構造をした球形の多細胞構造であり、精子 (spermatozoid, antherozoid) を形成する（図2a, b, c）。造精器は柄細胞 (pedicel cell) によって小枝の節についている。8個（まれに4個）の楯細胞（楯形細胞, 楯板, shield cells）が組合わさって球体の外壁を形成する。楯細胞にはカロテノイドが蓄積し、オレンジ色から赤色になる（図2a）。各楯細胞から中心に向かって把手細胞（マニューブリウム様細胞, 柄細胞; manubrium, pl. manubria）が伸びており、各楯細胞から伸びた把手細胞が中心部で集合しており、そこに8個の一次頭状細胞（球状細胞, primary capitulum）がある。各一次頭状細胞から、造精器内の隙間に面して1–2個の二次頭状細胞（二次球状細胞, secondary capitulum）が形成される。各二次頭状細胞から、造精糸 (spermatogenous filament, antheridial filament) が生じる（図2c）。造精糸は単列の細胞糸であり、造精糸を構成するそれぞれの細胞から1個ずつ精子が形成される。
精子はシャジクモ類における唯一の鞭毛細胞であり、コケ植物の精子に類似している。精子は後方へ平行に伸びる2本の鞭毛をもち、らせん状にねじれ（図2c）、鱗片（方形鱗片）で覆われている。精子の鞭毛装置は側方型であり、発達した多層構造体 (MLS) をもつ。精子が形成されると楯細胞が分かれ、そこから精子が放出される。
造精器の発生時には、最初に節部の細胞が不等分裂し、内側の細胞が柄細胞、外側の細胞が造精器母細胞になる。造精器母細胞が放射状に分裂して8個になり、各細胞が平層分裂して外側の細胞が楯細胞、中層の細胞が把手細胞、最内層の細胞が頭状細胞になる。

### 生卵器
シャジクモ類の生卵器（oogonium; 卵胞子嚢 oosporangium; nucule）は柄細胞 (pedicel cell, basal stalk cell) によって小枝の節についており、1個の卵細胞（卵）を形成する（図2a, b, c）。卵細胞は、らせん状（左上がり）に配向した5本の管細胞（tube cells; らせん細胞 spiral cell; 被覆細胞 sheath cell, enveloping thread）に囲まれている。各管細胞の先端には、1個（シャジクモ連）または2個（フラスコモ連）の小冠細胞（coronal cell, 冠細胞 crown cell）があり、1輪または2輪の小冠 (coronula) を形成している。
生卵器の発生は、節部の細胞が2回分裂して3層の細胞になることで始まる。下層の細胞は柄細胞、中層の細胞はさらに分裂して5個の管細胞、先端の細胞は卵細胞になる。各管細胞は頂端で分裂して小冠細胞を形成する。シャジクモ類の生卵器は、外見上は陸上植物の造卵器 (archegonium) に類似するが、このような発生様式はやや異なる。
シャジクモ連では、生卵器の付いている節にやや特異な苞（上記）が存在することがある。生卵器の左右にある細長い苞は小苞 (bracteoles) とよばれる（図2a, b, c）。またシャジクモ属の雌雄異株の種では、生卵器の下（雌雄同株の種では造精器がある場所に相当）に下苞 (bractlet) とよばれる小型の苞が存在する場合がある。

### 生活環
シャジクモ類の生卵器が成熟すると管細胞や小冠細胞の間に隙間ができ、そこから精子が侵入して受精する。接合子（受精卵）はスポロポレニンを含む厚い細胞壁で覆われ、しばしばそれを囲む管細胞の壁が石灰化する。そのためこの構造は化石化しやすく、古生物学ではジャイロゴナイト (gyrogonite) とよばれる（下記参照）。
成熟した接合子は卵胞子 (oospore, zygospore) とよばれ、多数のデンプン粒や油滴を蓄積している。卵胞子は耐久世代として機能し、底泥中で30–40年間生存可能ともいわれる。接合子はおそらく減数分裂を伴って発芽し（減数分裂後に1核のみが残る）、仮根と原糸体（プロトネマ protonema）を伸ばす。原糸体から若い藻体が側生する。実験的な卵胞子発芽の制御は困難であるが、低温や赤色光によって発芽促進が起こる例が報告されている。
このように、シャジクモ類の生活環において、接合子のみが複相（染色体を2セットもつ）であり、接合子が減数分裂（接合子減数分裂）を行うと考えられている（単相単世代型生活環）。多くの種では、夏以後に卵胞子が形成され、これが越冬し、春に発芽する。

### 無性生殖
シャジクモ類は、仮根からの不定芽・むかご (bulbil) 形成、節部由来の原糸体状の枝からの不定芽・むかご形成、単純な藻体の分断化などによって無性生殖を行うことがある。コレオケーテ類などに見られる遊走子による無性生殖は行わない。

## 生態

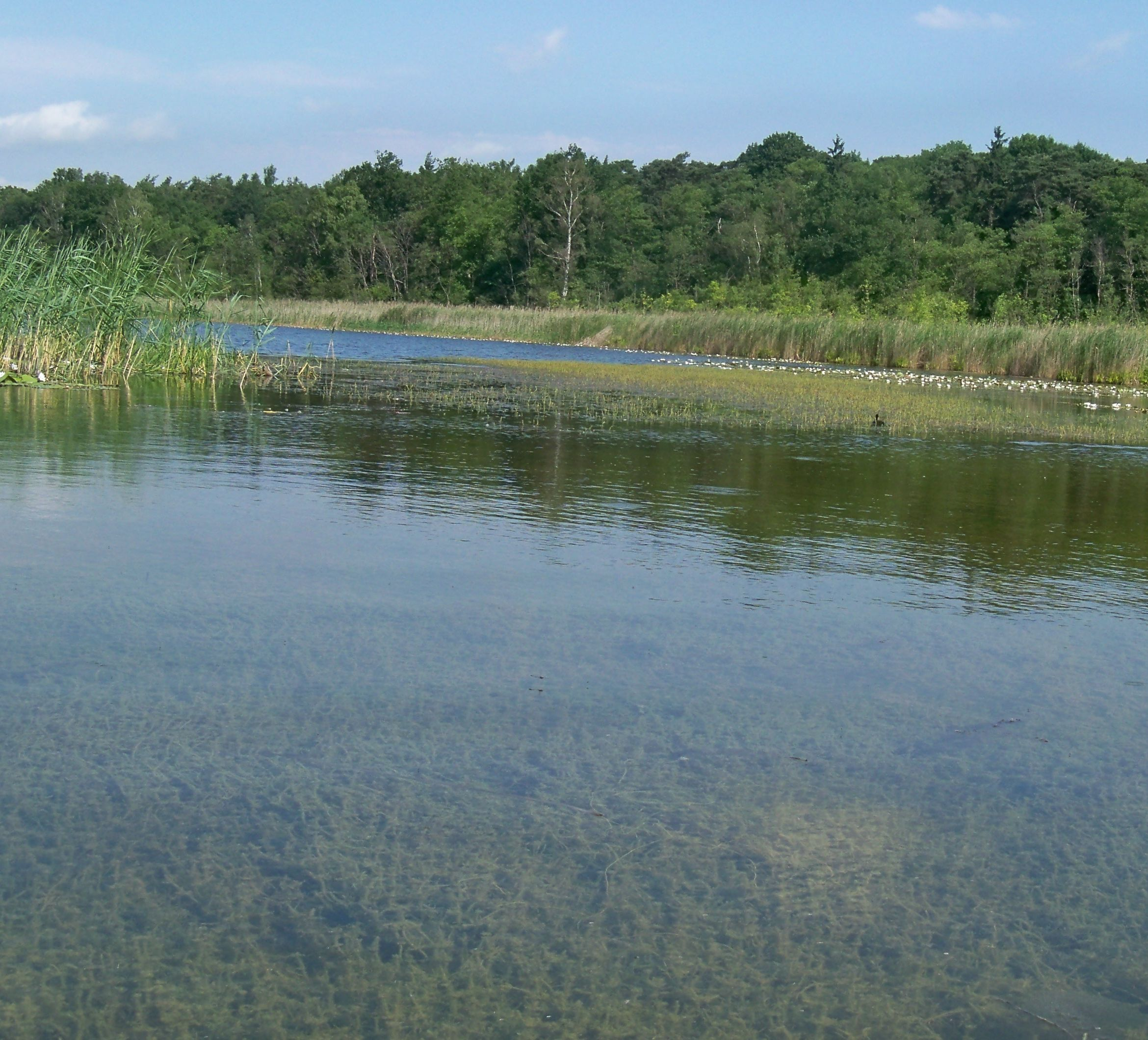
3a. シャジクモ属の一種 が繁茂する沼（ポーランド）

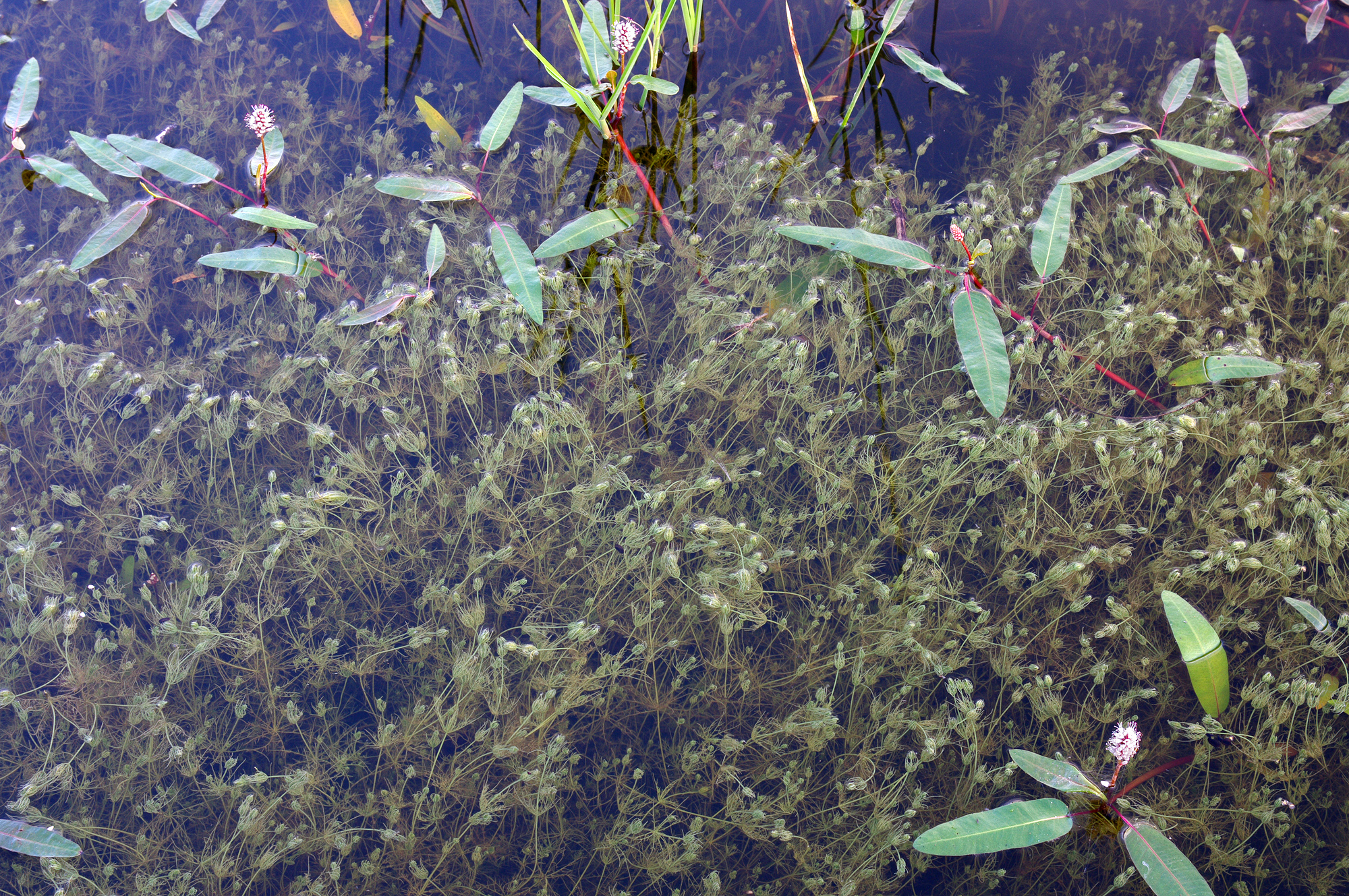
3b. 繁茂しているクサシャジクモ （ドイツ）

シャジクモ類のほとんどの種は淡水域に生育するが、一部の種は汽水域にも分布する（例：シラタマモ）。また流水域からも見つかるが、多くは止水域に生育する（図3a, b）。ふつう砂泥質の基質上に生育する。一般的に、シャジクモ属やトリペラ属の種はアルカリ性の、フラスコモ属の種は酸性の環境に生育するものが多い。水田や用水路など浅い場所に生育するものから、非常に深い場所に生育するものまでいる。浅い場所では、水草が繁茂する前の短期間（春から初夏）にのみ生育することもある。一般的に、シャジクモ類は特に弱光環境 (深い水深) に適応していると考えられている。Chara contraria は、水深 150 m から報告されている。シャジクモ類は、湖沼において水生被子植物の群落（水草帯）より深い場所に群落を形成することがあり、シャジクモ帯（車軸藻帯, Chara zone）とよばれる。日本では、特にカタシャジクモやヒメフラスコモがシャジクモ帯の主要素となることが多い。
シャジクモ類はときに密生して水底を覆う群落を形成する（Chara bed ともよばれる）（図3a, b）。このようなシャジクモ類の群落は、生態的に重要な役割を担う。水鳥や草食魚の重要な食料であり、また魚介類に好適な生育環境を提供する。さらに基質の安定化、栄養塩の吸収、浮遊物の吸着などを通じて透明度の上昇・維持に寄与すると考えられている。
シャジクモ類は、南極を除く全ての大陸に分布しており、日本でも北海道から沖縄まで見られる。シャジクモ類は卵胞子が散布体となり、主に水鳥によって分布を広げると考えられている。
水質汚濁、富栄養化、農業の変化などにより、日本を含む世界各地において多くのシャジクモ類の種が絶滅危惧種となっている。環境省レッドリスト2019では、イケダシャジクモ、ハコネシャジクモ、キザキフラスコモは絶滅種、テガヌマフラスコモは野生絶滅種とされ、また50分類群以上が絶滅危惧Ｉ類に指定されている。ホシツリモは野生状態のものは絶滅したと考えられていたが、研究機関に保存されていた培養株を用いた復元作業が野尻湖で進められている。またその後の調査から、本種は河口湖や琵琶湖で生き残っていることが確認されている。

## 人間との関わり
食用や飼料などの形で人間に直接利用される例はない。
節間細胞は巨大であるため、活動電位や原形質流動の実験材料に用いられることがある。
アクアリウム市場では、シャジクモ類が「ニテラ」などの商品名で流通していることがある。ビーシュリンプや稚魚の隠れ場所として淡水の水槽に使用される。繁殖力が旺盛で他の水草に絡まるため、水槽のレイアウトを保つのが難しい。

## 系統と分類

### 進化・系統

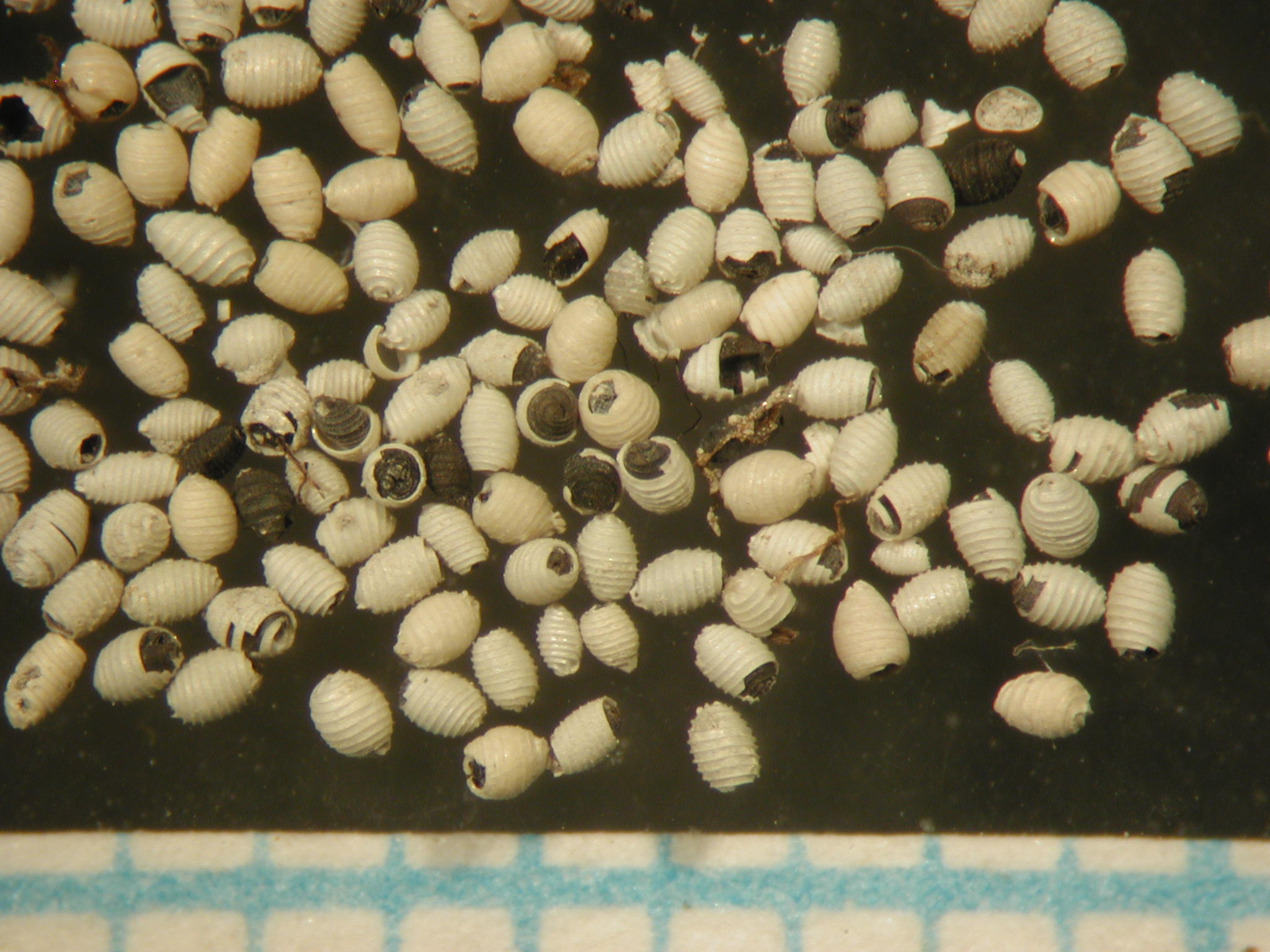
4a. ジャイロゴナイト（完新世、オランダ）

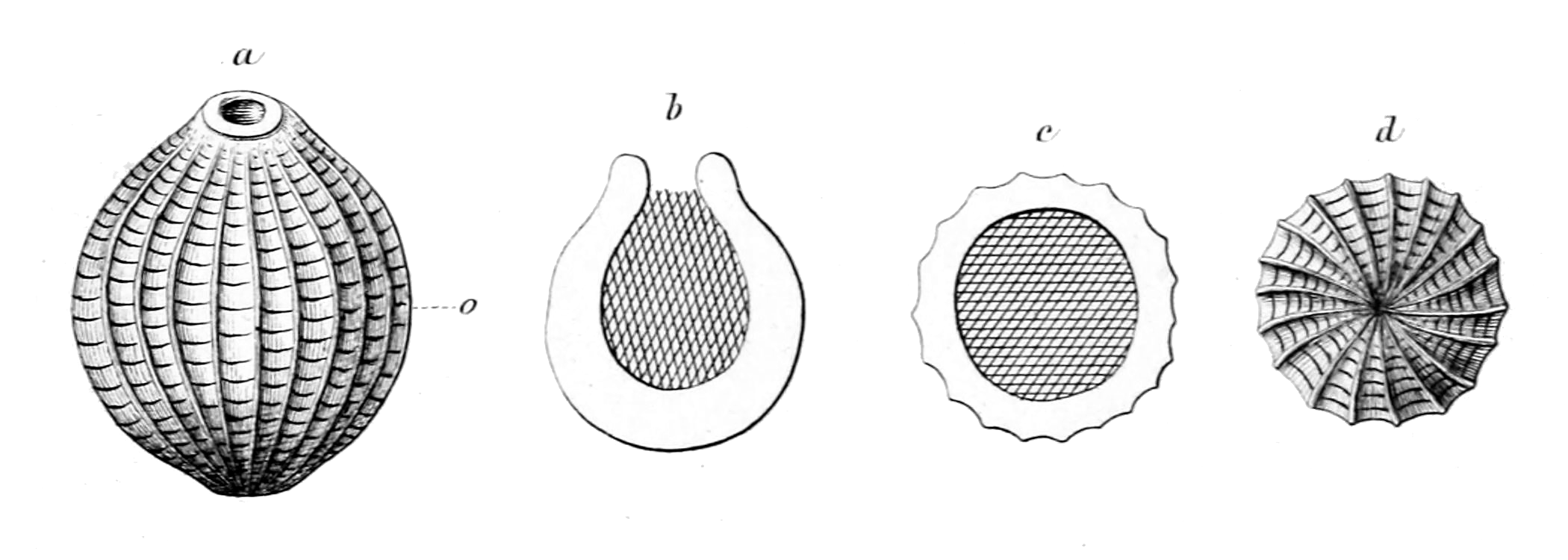
4b. シキジウム属（シキジウム目）の卵胞子

緑色植物の中で、ストレプト植物に属する。ストレプト植物の中では、陸上植物、接合藻、コレオケーテ類とともに単系統群を形成しており、この単系統群はフラグモプラスト植物（隔膜形成体植物、Phragmoplastophyta）とよばれる。
かつては、フラグモプラスト植物の中でも、陸上植物がシャジクモ類の姉妹群であると考えられることが多かった。ストレプト植物の中で、陸上植物とシャジクモ類のみが共有する特徴として、多細胞の生殖器、らせん状にねじれた精子と後方へ伸びる鞭毛、ピレノイドを欠く多数の葉緑体、中心小体の欠如などがある。一部の分子系統学的研究も、この関係を支持している。
しかし2010年代以降の分子系統学的研究からは、シャジクモ類よりもコレオケーテ類および接合藻（特に後者）が、陸上植物により近縁であることが示されている。もしこの関係が正しいのならば、上に記したシャジクモ類に見られる陸上植物との共通点は、収斂進化によるもの、またはコレオケーテ類や接合藻で二次的に失われた結果であることを意味する。
シャジクモ類は石灰化するものが多く化石記録が比較的豊富であり（特に卵胞子に由来するジャイロゴナイト; 図4a, b）、最古の化石記録はシルル紀後期に遡る。化石種としてはおよそ100属数百種が知られ、ふつう3目12科に分類されている（下表1）。中生代以降はシャジクモ目が残り、白亜紀に最も多様性が高かったが、現在ではシャジクモ科のみが生き残っている。シャジクモ目では生卵器の管細胞は左上回りだが、モエレリナ目やシキジウム目では右上回りや直線状である (図4b)。以下に化石種を含むシャジクモ綱の科までの分類体系の一例を示す。
| 表1. 絶滅群を含むシャジクモ類の科までの分類体系および代表属 (†は絶滅群) - シャジクモ綱 Charophyceae Rabenhorst, 1863 - †モエレリナ目 Moellerinales Lu, Soulié‐Märsche and Wang, 1996 - モエレリナ科 Moellerinaceae Feist & Grarnbast-Fessard, 1990 (シルル紀からペルム紀) Moellerina E.O.Ulrich, 1886 - プセウドモエレリナ科 Pseudomoellerinaceae Feist & Grarnbast-Fessard, 2005 (デボン紀) Pseudomoellerina Z.Wang, 1984 - †シキジウム目 Sycidiales Mädler, 1952 - シキジウム科 Sycidiidae Karpinsky, 1906 (石炭紀) Kusjaella B.I.Tchuvashov, 1973; Pseudosycidium A.P.Karpinsky ex A.L.Hacquaert, 1932; Sycidium G. Sandberger, 1849 - トロチリスクス科 Trochiliscaceae Karpinsky, 1934 (デボン紀から石炭紀) Gemmichara Z.Wang, 1984; Karpinskya (W.N.Croft) L.Grambast, 1963; Trochiliscus A.P.Karpinsky, 1906 nom. illeg. - コバネラ科 Chovanellaceae Grambast, 1962 (デボン紀から石炭紀) Chovanella E.A.Reitlinger & M.V.Jarzewa, 1958 - ピンノプタメン科 Pinnoputamenaceae Wang & Lu, 1980 (デボン紀) Costacidium Langer, 1991; Pinnoputamen Wang & Lu, 1980 - シャジクモ目 Charales Dumortier, 1829 - †エオカラ科 Eocharaceae Grambast, 1959 (デボン紀から三畳紀) Eochara G.B.Choquette, 1956; Hexachara Gess, 1995; Octochara Gess, 1995 - †パレオカラ科 Paleocharaceae Pia, 1927 (石炭紀からペルム紀) Palaeochara W.A.Bell, 1922 - †ポロカラ科 Porocharaceae Grambast, 1962 (石炭紀から暁新世) Leonardosia F.W.Sommer, 1954; Porochara K.Mädler, 1955 - †クラバトール科 Clavatoraceae Pia, 1927 (ジュラ紀から白亜紀) Clavator C.Reid & J.Groves, 1916; Perimneste T.M.Harris, 1939 - †ラスキエラ科 Raskyellaceae Grambast, 1957 (白亜紀から中新世) Rantzieniella L.Grambast, 1963; Raskyella L.Grambast & N.Grambast, 1954 - シャジクモ科 Characeae S.F.Gray, 1821 (三畳紀から現生) - †Aclistochara R.E.Peck, 1937; †Charites H.Horn af Rantzien, 1959; †Harrisichara L.Grambast, 1957; †Latochara K.Mädler, 1955; フラスコモ属 (Nitella C.Agardh, 1824); シャジクモ属 (Chara Linnaeus, 1753) |

### 分類
光合成色素としてクロロフィル a と b をもち、デンプンを葉緑体内に貯蔵するなどの共通点から、シャジクモ類は緑藻の一群とされていた。ただし緑藻としては特異な特徴（節部と節間部の繰り返しからなる多細胞体、複雑な生殖器官など）を多くもつため、古くから独立の目（シャジクモ目）として扱われ、また独立の綱（シャジクモ綱; Charophyceae）や門（シャジクモ植物門; Charophyta）として他の緑藻とは分けられることも多かった。
その後、1960年代からの微細構造学的研究（鞭毛細胞の構造、細胞分裂様式など）や生化学的特徴 (光呼吸様式) などから、シャジクモ類は接合藻やコレオケーテ類などとともに陸上植物に近縁な生物群であると考えられるようになった。この考えを基に、1980年代より、このような陸上植物に近縁な緑藻をまとめて（広義の）シャジクモ綱（車軸藻綱、シャジクモ藻綱）に分類することが提唱され、広く受け入れられていた。
ただし、このまとまり（広義のシャジクモ綱）は明らかに側系統群であり、系統分類学的には（非単系統群を分類群として扱うことは）好ましくない。そのため近年では、ここで扱うシャジクモ類のみをシャジクモ綱（狭義のシャジクモ綱）として扱うことが多く、さらに独立の門（シャジクモ植物門）として扱うこともある。
現生のシャジクモ類としては6属、約80–400種ほどが知られている（研究者によって種数は異なる）（下表2, 3）。全てシャジクモ目、シャジクモ科に分類され、2つの連（シャジクモ連、フラスコモ連）に分けられている。ただしフラスコモ連の単系統性は支持されないこともある（下図5）。日本からは、4属約80種が報告されている。
|  | シャジクモ属 (Chara)          |
|  |                               |
|  | シラタマモ属 (Lamprothamnium) |
|  |                               |

|  | リクノタムヌス属 (Lychnothamnus) |
|  |                                  |
|  | ホシツリモ属 (Nitellopsis)       |
|  |                                  |

|  | シャジクモ属 (Chara)          |
|  |                               |
|  | シラタマモ属 (Lamprothamnium) |
|  |                               |

|  | リクノタムヌス属 (Lychnothamnus) |
|  |                                  |
|  | ホシツリモ属 (Nitellopsis)       |
|  |                                  |

|  | シャジクモ属 (Chara)          |
|  |                               |
|  | シラタマモ属 (Lamprothamnium) |
|  |                               |

|  | リクノタムヌス属 (Lychnothamnus) |
|  |                                  |
|  | ホシツリモ属 (Nitellopsis)       |
|  |                                  |

|  | シャジクモ属 (Chara)          |
|  |                               |
|  | シラタマモ属 (Lamprothamnium) |
|  |                               |

|  | リクノタムヌス属 (Lychnothamnus) |
|  |                                  |
|  | ホシツリモ属 (Nitellopsis)       |
|  |                                  |

|  | シャジクモ属 (Chara)          |
|  |                               |
|  | シラタマモ属 (Lamprothamnium) |
|  |                               |

|  | リクノタムヌス属 (Lychnothamnus) |
|  |                                  |
|  | ホシツリモ属 (Nitellopsis)       |
|  |                                  |

|  | シャジクモ属 (Chara)          |
|  |                               |
|  | シラタマモ属 (Lamprothamnium) |
|  |                               |

|  | リクノタムヌス属 (Lychnothamnus) |
|  |                                  |
|  | ホシツリモ属 (Nitellopsis)       |
|  |                                  |

|  | シャジクモ属 (Chara)          |
|  |                               |
|  | シラタマモ属 (Lamprothamnium) |
|  |                               |

|  | リクノタムヌス属 (Lychnothamnus) |
|  |                                  |
|  | ホシツリモ属 (Nitellopsis)       |
|  |                                  |

|  | シャジクモ属 (Chara)          |
|  |                               |
|  | シラタマモ属 (Lamprothamnium) |
|  |                               |

|  | リクノタムヌス属 (Lychnothamnus) |
|  |                                  |
|  | ホシツリモ属 (Nitellopsis)       |
|  |                                  |

| 属               | 小枝       | 皮層               | 托葉冠       | 苞   | 有性生殖器                 | 小冠      | 卵胞子の断面 | 種数 |
| ---------------- | ---------- | ------------------ | ------------ | ---- | -------------------------- | --------- | ------------ | ---- |
| トリペラ属       | 単軸分枝   | なし               | なし         | なし | 雌雄同株 (♂頂生)           | 2列10細胞 | 円形         | 11   |
| フラスコモ属     | 又状分枝   | なし               | なし         | なし | 雌雄異株または同株 (♂頂生) | 2列10細胞 | 楕円形       | 210  |
| シャジクモ属     | 分枝しない | ふつうあり (1–3列) | あり (1–2列) | あり | 雌雄同株 (♀頂生)           | 1列5細胞  | 円形         | 170  |
| シラタマモ属     | 分枝しない | なし               | あり (1列)   | あり | 雌雄同株 (♂頂生)           | 1列5細胞  | 円形         | 8    |
| リクノタムヌス属 | 分枝しない | あり (1列)         | あり (2列)   | あり | 雌雄同株 (♀頂生)           | 1列5細胞  | 円形         | 3    |
| ホシツリモ属     | 分枝しない | なし               | なし         | あり | 雌雄異株                   | 1列5細胞  | 円形         | 3    |

| 表3. 現生シャジクモ類の属までの分類体系の1例と代表種 (2019年現在) - ストレプト植物門 Streptophyta / シャジクモ植物門 Charophyta Migula, 1889 - シャジクモ綱 Charophyceae Rabenhorst, 1863 - シャジクモ目 Charales Dumortier, 1829 - シャジクモ科 Characeae S.F.Gray, 1821 - フラスコモ連 Nitelleae (Leonhardi) Zaneveld, 1940 - トリペラ属 Tolypella (A.Braun) A.Braun, 1857 - フラスコモ属（フラスモ属）Nitella C.Agardh, 1824 ヒメフラスコモ (N. flexilis)、ハデフラスコモ (N. pulchella)、キヌフラスコモ (N. gracilens)、ホンフサフラスコモ (N. pseudoflabellata)、オトメフラスコモ (N. hyalina) - シャジクモ連 Chareae Ganterer, 1847 - シャジクモ属 Chara Linnaeus, 1753 シャジクモ (C. braunii)、イトシャジクモ (C. fibrosa)、カタシャジクモ (C. globularis)、オウシャジクモ (C. corallina) - シラタマモ属 Lamprothamnium J.Groves, 1916 シラタマモ (L. succinctum) - リクノタムヌス属 Lychnothamnus (Ruprecht) A.Braun, 1856 - ホシツリモ属 Nitellopsis Hy, 1889 ホシツリモ (N. obtusa) |